# Protenaster rostratus
Protenaster rostratus is een zee-egel uit de familie Schizasteridae.
De wetenschappelijke naam van de soort werd in 1878 gepubliceerd door Edgar Albert Smith.